# エクストリーム・ジョブ
『エクストリーム・ジョブ』（原題：극한직업）は、2019年公開の韓国映画。犯罪組織を検挙するため、フライドチキン屋に扮した麻薬捜査班の奮闘を描くアクション・コメディ。韓国で歴代興行収入1位を記録し、観客動員数は歴代2位となる1,626万人を突破した（2019年時点）。
日本では2020年1月3日公開。ケヴィン・ハート主演でハリウッドリメイクされることが決定している。

## ストーリー
コ班長以下たった5人の麻薬捜査班は、いずれも人並み外れた体力と情熱を持って、昼夜を問わず事件を追っているものの、いつもミスに見舞われて被疑者を取り逃がし、実績ゼロで解体寸前となっていた。ムベ率いる国際犯罪組織による麻薬密輸事件が起き、組織の検挙指令が麻薬捜査班に下される。麻薬捜査班は潜伏捜査として、ムベ一味のアジトの目の前にあるフライドチキン屋に客として通い詰めながらの監視を開始するが、一味は証拠になるような動きを見せなかった。
ある日、チキン屋の主人が「あなたがた以外に客が来ないため店を閉める」と告げる。班の存続を事件解決に賭けているコ班長は、妻に内緒で前借りした退職金でフライドチキン屋を買い取り、秘密捜査本部として用いるようになる。出入り口の鍵を閉めなかったためにムベの手下がチキンを食べようと店内に入り、あわてた刑事たちは「準備中だ」として彼らを追い返してしまう。このことをきっかけに5人は、アジトへ突入しての現行犯逮捕を狙って、アジトからの出前注文を待つために、フライドチキン屋の営業を始める、という遠大な作戦に乗り出す。すると、絶対味覚を持つマ刑事が考案した新レシピが当たり、チキン屋が連日大繁盛してしまう。ところがいつまで経ってもムベ一味からの注文はなく、ついに店の切り盛りに追われて、捜査を後回しにするようになる。
姿を見せない麻薬捜査班に業を煮やした署長が、5人を署に呼び出して叱責する。そのとき、アジトから出前の注文が入り、班は急いで店に戻ったうえ、かねて綿密に計画していた突入作戦を決行する。意を決したコ班長がドアを開けると、そこにいた注文の主はムベ一味ではなく、清掃員に振る舞う軽食を求めていたビルの大家だった。麻薬捜査班が店を留守にしている間に、アジトは引き払われていたのだった。捜査が振り出しに戻った5人に追い打ちをかけるように、かつて取材を門前払いしたテレビディレクターの逆恨みによって、店の悪評につながるような編集映像を放送されてしまう。捜査の真相を知った署長は麻薬捜査班に無期限の停職を命じる。チキンづくりへの情熱が芽生えていたコ班長たちは、悪評を払拭するためにチキン屋の経営を継続することに決める。
たまたまチキン屋の映像特集をテレビで見ていたムベは、手下のコンサルタント・チョンを送り込む。チョンは店の救済策として、チキン屋を全国チェーンに拡大する経営計画を持ちかける。ムベは客足が途絶えたチキン屋の弱みに付け込めると合点し、フライドチキンチェーン店に偽装した麻薬の秘密流通計画を企んだのだった。チキンで稼いで退職金を取り返したいコ班長はチョンの計画に応じる。新たに各地で開店した支店はムベの麻薬配達基地となる。麻薬の梱包と配達を裏稼業とする支店の、片手間で作られたチキンの味はひどいものとなる。
やがて、支店の評判が芳しくないことを見聞きした5人は、チェーン店運営会社内に「従業員教育部」を発足させ、刑事として培った技能を用いて実態を調査していく。配達代金が支払われたばかりのチキンが食べられずに捨てられる事態や、配達員に麻薬中毒者がいることが判明したことで、5人は計画をさとり、ついにムベの居所をつかむが、感づいたムベは先手を打ち、マを捕らえる。4人はマを救出するため最後の戦いに挑む。

## 登場人物・キャスト

### 麻薬捜査班
劇中で「水原カルビ味チキン」本店メンバーにもなる。
コ・サンギ
演 - リュ・スンリョン（日本語吹替 - 白熊寛嗣）
麻薬捜査班の班長。チームの年長者。潜入捜査の一環で偽装営業したフライドチキン屋の店長となる。何事にも真面目で正義感も強く温厚だが、凡ミスが多く職場では署長から、家庭では妻から𠮟られるのがお決まりで、娘からは言わばATMのような扱いをされていたりと、肩身の狭い日々を送っている。20年凶悪犯罪と対峙し続けてきたベテランであり、12回刺されながらも生き残ってきた。武術に長けている訳ではないが、卓越したスタミナと刺されても死なないことから警察内ではゾンビと呼ばれる。
チャン・ヨンス
演 - イ・ハニ（日本語吹替 - 木村涼香）
麻薬捜査班の紅一点。怖いもの知らずで、歯に衣着せぬ少々ガサツな立ち振る舞いと正義感によって、考えるより先に身体が動いてしまうムエタイの元チャンピオン。チキン屋ではホールマネージャーを担当し、客をテキパキとさばき、会計周りをビシビシと仕切っていく。
マ・ポンパル
演 - チン・ソンギュ（日本語吹替 - 内野孝聡）
知能指数は高いとは言えず何をやらしても失敗する、麻薬捜査班で一番のボンクラかつトラブルメーカー。実は絶対味覚の持ち主で、実家が焼き肉屋であることを活かした応用レシピによって、神がかり的に美味しい「タレ付きチキン」を作れたことからチキン屋の厨房長を務めることになるが、自身の才能に気付きチキン作りが天職なのではないかとアイデンティティーに悩む。元柔道韓国代表選手。
キム・ヨンホ
演 - イ・ドンフィ（日本語吹替 - 濱野大輝）
麻薬捜査班では一番常識的で冷静な人物。当初の潜入捜査では唯一店を切り盛りせず、店の前に停車した自動車の中から組織のアジトを監視し、時には追跡・尾行する係だったため、頻繁に捜査のことで一人で悶々と真剣に悩む。チキン屋の営業に夢中になって刑事の本分を忘れたメンバーに「俺たち刑事なのに何で全力でやってんだよ! 繁盛させてどうするんだよ!」と現実を自覚させるツッコミ的役割も担っている。元韓国海軍特殊部隊所属で、「人を殺した」との噂がある人物。
キム・ジェフン
演 - コンミョン（5urprise）（日本語吹替 - 清水健佑）
麻薬捜査班の最若手。真面目だが極端に熱血で単純な性格のため、時に捜査やチーム内を混乱させる。組織のアジトを監視するために閉店寸前のチキン屋を買い取って営業するという提案をした人物でもある。潜入捜査に誰よりも積極的に取り組み、チキン屋では厨房補佐として不器用な手付きながらも食材の下ごしらえに励む。高校時代は野球部に所属しており、非常に忍耐強い面を持つ。

### 警察署の人々
チェ課長
演 - ソン・ヨンギュ
警察署内のエース刑事で、先輩のコ班長よりも先に課長へと昇進した。一見、コ班長や麻薬捜査班の面々をバカにしているように見えるが、内心では麻薬捜査班の解体危機を察して、コ班長に犯罪組織の新情報を教えるなど、コ班長の身を気にかけている。
署長
演 - キム・ウィソン
警察署の署長。悩みの種である麻薬捜査班の失敗を叱ってばかりいるが、内心では彼らの活躍を期待している。

### 犯罪者たち
イ・ムベ
演 - シン・ハギュン（日本語吹替 - 関口雄吾）
麻薬密輸で国際的に暗躍する犯罪組織のボス。冷酷で無慈悲だが、相手を惑わす巧みな話術を持つ。国民が日々コンビニで買い物するように、簡単に麻薬が入手・取引できるような世の中になることを夢見ている。
テッド・チャン
演 - オ・ジョンセ（日本語吹替 - 峰晃弘）
ムベと対立する犯罪組織のボスだが、話し方も身なりも個性的で悪党らしさがなく弱々しい。小学生時代からの同級生で悪友にして生涯のライバルであるムベに毎度やられっぱなしだが、ムベが提案した新たな麻薬流通事業にまんまと食いつく。
ソニ
演 - チャン・ジニ
ムベの用心棒を務める女性。無口で機械的。圧倒的な強さと近寄りがたいオーラを誇る。
演じたチャン・ジニはモデル出身ながら、劇中で披露したアクションシーンで第1回忠北国際武芸アクション映画祭の武芸アクションアワード 今年の新人俳優賞を受賞。
ホン・サンピル
演 - ヤン・ヒョンミン
ムベの手下のひとり。乱暴な人物で、テッド・チャンの脅迫やファンドンの逮捕で仲買人を見つけられないチョン室長にナイフを突きつけて脅迫する。しかし逆にムベにチョン室長への脅迫目的で足を切りつけられてしまった上、ムベの命令を受けたソニに右足を折られるなど散々な目に遭い、以後は右足にギプスを装着した上で松葉杖をつきながら歩行していた。
チョン室長
演 - ホ・ジュンソク
ムベの手下のひとり。経営コンサルタントを表稼業としており、そちらでは何度も社会的表彰を受けているなど多くの評価を受けている。フライドチキン屋に接近してチェーン店化を持ちかける一方、それを利用して韓国全土に麻薬密売のネットワークを築くが、各店舗は麻薬密売と顧客への配達の片手間にフライドチキン店をやっているような状態だったため評価は低く、それが原因で麻薬捜査班に気づかれてしまう。
ファンドン
演 - イ・ジュンオク
麻薬仲買人。麻薬捜査班がムベの捜査の前に追っていた人物で、劇中の描写から麻薬の常習者でもある。
仲間と共に麻雀をやっていた中に麻薬捜査班の突入を受けるが、予算の問題で麻薬捜査班が中途半端な突入方法を取ったためにそれに気づいて逃走するが、最終的に麻薬捜査班との逃走劇の末にタウンバスに轢かれてしまい、全治14週間の重傷を負って逮捕された。
予算の問題（低予算故に窓ガラスの弁償代を節約するため）で窓ガラスを割らずに突入しようとした麻薬捜査班に「みっともないな、韓国の警察は金をケチって人をこき使う」とぼやいたり、中年女性が乗っていたセダン（メルセデス・ベンツ）を奪おうとして一旦は乗り込むも女性に逆に放り出されて失敗するなどコミカルな描写が目立つ。

### その他の人物
フライドチキン屋の店主
演 - キム・ジョンス
ムベのアジトの向かいにフライドチキン屋を構えていた人物。まったく繁盛しておらず、偽装営業のためとは知らずに、コ班長に店舗を売却する。
コ・ウンジョン
演 - キム・ジヨン
コ班長の妻。キリスト教徒（プロテスタント）。凡ミスが多く昇進できずにいるコ班長に小言を言う日常を送っている。一方で彼のことは深く愛しており、凶悪犯罪との戦いの中で傷つくことも多いコ班長を心配する余り、彼の下着に御守りを縫い込んでいる。
コ・イェジン
演 - チェ・ジョンウン
コ班長の娘。父親であるコ班長をATM扱いする一面もあるが、それでも父を慕っている。コ班長によると、多忙だった自分に会いたいがために将来の夢を「容疑者（容疑者になれば父親にいつも会えるため）」と書いたことがあるという。
ホ
演 - キム・ガンヒョン
テレビ番組のプロデューサー。コ班長らに取材拒否されたことを逆恨みし、フライドチキン屋が他店のチキンを配達していたことを（偽装営業のためとは知らず）隠し撮りし、全国放送で暴露する。
3階のおばさん
演 - シン・シネ
ムベの組織がアジトを構えるビルの大家。麻薬捜査班がチキン屋を開業する前、路上で張り込みを続けていたコ班長らをストーカーと勘違いする。

## スタッフ
- 監督：イ・ビョンホン
- 企画：キム・ミヘ、モ・ソンジン
- 製作：キム・ソンファン、イ・ジョンスク、コ・テスク、モ・ソンジン
- 脚本：ムン・チョンイル[14]、ペ・セヨン
- 脚色：ホ・ダチュン、イ・ビョンヒョン
- 音楽：キム・テソン[14]
- 美術： イ・ジョンゴン[14]、ユチョン、ナム・ソンジュ
- 衣装・メイク：チョ・ウィヨン、ソン・ソウォン
- 撮影：ノ・スンボ[14]
- 照明：パク・ソンチャン[14]
- 編集：ナム・ナヨン[14]
- 同時録音：オン・セウン
- 音響：イ・ソンジュン
- 特殊効果：ユン・テウォン、ファン・ヒュギュン、クァク・テヨン、キム・テジュン、キム・ギョンナム
- 武術監督：ホ・ミョンヘン、チョン・ジェヒョン
- 製作会社：アバウトフィルム、映画社ヘクリム、CJエンタテインメント
- 配給：CJエンタテインメント

### 日本語版スタッフ
出典：
- 演出：桐川亜紀
- 字幕翻訳：福留友子[14]
- 吹替翻訳：江波智子
- 録音スタジオ：グロービジョン九段スタジオ
- 日本語版制作：クロックワークス、グロービジョン

## 製作・公開
韓国では2019年1月23日に公開され、公開から15日で観客動員数1,000万人を突破。コメディ映画としては、同じくリュ・スンリョン主演の『7番房の奇跡』以来6年ぶりの観客動員数1,000万人超えの映画となった。累積観客数は1626万5094人。これは歴代の韓国映画2位の記録である。
北米での興行収入も120万ドルを突破し、韓国映画歴代9位となる興行収入を記録した。
日本では2020年1月3日に公開された。

## 受賞歴
2019年
- 第40回青龍映画賞 - 最多観客賞
- 第21回ウーディネ極東映画祭 - 観客賞（イ・ビョンホン）
- 第24回春史大賞映画祭 - 観客が選ぶ最高人気映画賞
- 第24回春史大賞映画祭 - 新人男優賞（コンミョン）
- 第39回黄金撮影賞 - 功労賞（キム・ソンファン）
- 第3回申フィルム芸術映画祭 - シン・サンウク監督賞（イ・ビョンホン）
- 第1回忠北国際武芸アクション映画祭 - 武芸アクションアワード 今年の新人俳優賞（チャン・ジニ）
- 第1回忠北国際武芸アクション映画祭 - 武芸アクションアワード 興行賞（キム・ミヘ）
- 映画秘宝2020年度ベストテン8位